# Celmisia argentea
Celmisia argentea is een soort uit de composietenfamilie (Asteraceae). Het is een dicht vertakte halfstruik die kussens of soms matjes vormt tot ongeveer 200 bij 200 millimeter.
De soort is endemisch op het Zuidereiland van Nieuw-Zeeland, waar deze voorkomt in de zuidelijk gelegen regio's Otago en Southland in de Garvie Mountains en verder zuidwaarts. Verder komt de soort op Stewarteiland voor. De soort groeit in montane tot sub-alpiene vochtige graslanden en drassige terreinen.